# Västnytt
Västnytt - em português Notícias do Oeste da Suécia - é um telejornal regional sueco das províncias históricas da Västergötland, Bohuslän e Halland. 

O programa começou em 1972 e cobre 55 comunas, com uma população de 1,9 milhões.

A redação principal está instalada em Gotemburgo, havendo duas redações locais em Varberg e Uddevalla. 

## Emissões
Västnytt é emitido diariamente.

De segunda a sexta:
- 7:10 (3 minutos)
- 7:40 (3 minutos)
- 8:10 (3 minutos)
- 8:40 (3 minutos)
- 9:10 (3 minutos)
- 18:10 (5 minutos)
- 19:15 (15 minutos)
- 22:15 (3 minutos)

Aos domingos:
- 18:10 (5 minutos)
- 19:55 (5 minutos)